# DTM Race Driver 3
DTM Race Driver 3 (englischer Originaltitel: TOCA Race Driver 3) ist der dritte Teil der Rennspiel-Serie Race Driver und der letzte, der die spielbare DTM im Titel trägt. Der Nachfolger heißt Race Driver: GRID und stammt ebenfalls von Codemasters. Das Spiel ist der Nachfolger von DTM Race Driver 2 und erschien am 24. Februar 2006 für Windows, die PlayStation 2 und die Xbox. Am 16. Februar 2007 erschien es für die PlayStation Portable. Die Macintosh-Version erschien am 24. Oktober 2008.

## Inhalt
Im Spiel sind die dank der Lizenzierung bei den realen Meisterschaftsvorbildern die Original-Autos und Fahrernamen der DTM und von den V8-Supercars enthalten. Wie schon in DTM Race Driver 2 fehlt jedoch wieder die BTCC, die aber für die PC-Version als Update herunterladbar ist. Es sind nicht mehr alle Strecken und Autos aus den Vorgängerteilen enthalten, dafür gibt es aber viele neue und die alten wurden grafisch überarbeitet. DTM Race Driver 3 ist das umfangreichste Spiel der Serie.
Im Spiel gibt es ein realistisches Schadensmodell, wobei die Autos nicht nur optisch, sondern auch technisch beschädigt werden. Die Beschädigungen am Auto können bei Boxenstopps repariert werden. Die Rennen finden unter unterschiedlichen Witterungsbedingungen statt, bleiben aber innerhalb eines Rennens konstant. Die KI der Gegner ist gegenüber den vorherigen Teilen verbessert worden, so dass sie sich zum Teil deutlich aggressiver verhalten. Ein Kritikpunkt ist allerdings, dass die Wagen der Computergegner bei Kollisionen nahezu unbeschädigt bleiben, während die Wagen des Spielers schwer beschädigt werden.
Fährt der Spieler auf andere Fahrzeuge auf oder schneidet er Kurven, wird er verwarnt oder – beim zweiten Vergehen – bestraft, was sich auf unterschiedliche Weise äußern kann. Eine Möglichkeit ist, dass dem Spieler zu dem Rennergebnis 5, 10 oder 20 Sekunden addiert werden. Bei Formel-Rennen kann man im Simulationsmodus auch eine Durchfahrtsstrafe oder eine 10 Sekunden andauernde Stop-and-Go-Strafe bekommen.
Die Fahrphysik ist entsprechend der Natur als Arcade-Spiel nicht völlig realitätsgetreu, was sich unter anderem im übersteigerten Effekt von Windschatten zeigt, wodurch DTM-Wagen im Spiel bis zu 320 km/h erreichen können.
Im Multiplayer-Modus kann man gleichzeitig sowohl gegen menschliche Mitspieler als auch gegen KI-Gegner fahren, was bei den meisten Rennspielen eher selten ist.

## Spielmodi
DTM Race Driver 3 beinhaltet drei verschiedene Modi wie Welt-Tournee, Profikarriere und Simulationsmodi.
- Im Welt-Tournee-Modus muss man sich vom untersten Rang bis ganz nach oben durcharbeiten. In den einzelnen Rängen gibt es meistens bis zu drei verschiedene wählbare Meisterschaften, wobei durch Gewinnen einer Meisterschaft, der Aufstieg zum nächsten Rang möglich ist. Gewinnt man die Meisterschaft, werden verschiedene Honda-Meisterschaften freigeschaltet. Alternativ kann man sich auf der Website von Honda registrieren, wodurch man einen Bonuscode erhält, um diese Meisterschaften freizuschalten. Es handelt sich dabei um eine 2005er-Civic-, eine 2006er-Civic-, eine S2000-, eine NSX-, eine Ariel Atom- und je eine Meisterschaft mit Rasenmähern und mit Quads. Der Welt-Tournee-Modus ist der einzige Modus, bei dem es eine Story gibt.
- Im Profikarriere-Modus muss man sich in verschiedenen Disziplinen von der untersten Meisterschaft bis zur höchsten Meisterschaft hocharbeiten. Bei Gewinn einer Meisterschaft kommt man eine Stufe weiter. Die zur Auswahl stehenden Disziplinen sind Klassiker, Gran-Turismo-Rennwagen, Oval-Rennen, Rallye-Veranstaltungen, Tourenwagen, Formel-Rennwagen, Palmer-Serie und, wenn freigeschaltet, auch die Honda-Meisterschaften. Um 100 % zu erreichen, müssen alle Meisterschaften in allen Disziplinen gewonnen werden. Die Honda-Meisterschaften werden hierbei nicht mitgerechnet, da sie nur als Bonus freischaltbar sind.
- Des Weiteren gibt es noch verschiedene Simulationsmodi, die vergleichbar zum Arcademodus beim PlayStation-Spiel Gran Turismo sind. Hier kann man freie Rennen fahren oder Zeitrennen fahren, die man gewinnen muss, um 100 % beim Spielfortschritt zu erreichen. So muss man jedes Rennen in jeder Meisterschaft auf dem höchsten Schwierigkeitsgrad gewinnen und die vorgegebene Zeit auf jeder Strecke jeder Meisterschaft schlagen, wofür der Spieler jeweils einen Pokal erhält. Bei ansteigendem Spielfortschritt wird man mit neuen Meisterschaften oder Bonus-Cheats belohnt.
- Im Online-Modus kann man gegen andere Spieler fahren. Dabei gibt es auch ein Punktesystem: Jede einzelne Meisterschaft hat ein solches, aber es gibt auch einen Gesamtwertung, in die die Punktestände aus allen Meisterschaften einfließen. Man startet immer bei 1500 Punkten. Während man für gute Ergebnisse Bonuspunkte erhält, werden dem Spieler bei schlechten Ergebnissen Punkte abgezogen.

## Wichtige Meisterschaften
- 1980er Willams Challenge
- 1990er Willams Renault Challenge
- Global GT Lights
- Caterham Challenge
- Britische GT-Meisterschaft
- Indy Racing League
- NASCAR (Dodge Super Speedway Tour)
- UK Rally
- Renault Clio Cup
- DTM
- V8 Supercar
- STRANA (Super Truck Racing Association of North America)
- Kart Europameisterschaft
- Formel Ford
- Formel 1000
- Formel BMW
- Formula Palmer Audi
- Formel 3
- Formel 1 (in mehreren BMW-Willams-Challenges)
- Supertruck Rennen (Ovalrennen mit Rennwagen, deren Silhouette Pick-ups ähnelt)

## Ableger
DTM Race Driver 3: Create & Race ist ein eigens für den Nintendo DS entwickelter Ableger. Als Besonderheit steht ein Editor zum Erstellen eigener Kurse bereit. Dieses Spiel umfasst nicht denselben Inhalt wie DTM Race Driver 3.